# 大友文夫
大友文夫（おおとも ふみお、1948年-）は日本の測量機器技術者。実業家。トプコン社長補佐。

## 経歴
1970年に東京光学機械株式会社（現株式会社トプコン）へ入社、光測距装置を中心に測量機器関連の研究開発に従事する。測量機器技術部部長、取締役兼執行役員測量機器事業部長、取締役兼常務執行役員、取締役兼専務執行役員等を歴任。2009年6月、トプコン社長補佐に就任。
2010年、「連続パルスの時間差の高分解能測定による光測距装置の開発」により紫綬褒章を授かる。この開発によって、パルス方式の遠方まで測距が可能であるという長所と、位相差方式の高い分解能が得られるという既存の光測距装置の長所を併せ持った光測距装置を実現した。

## 表彰
- 2005年　関東地方発明表彰 東京支部長賞
- 2008年　全国発明表彰 日本商工会議所会頭発明賞
- 2009年　文部科学大臣表彰 科学技術賞
- 2010年　紫綬褒章